# Five Points Cemetery
Five Points Cemetery is een Britse militaire begraafplaats met gesneuvelden uit de Eerste Wereldoorlog, gelegen in het Franse dorp Léchelle (departement Pas-de-Calais). De begraafplaats werd ontworpen door William Cowlishaw en heeft een nagenoeg rechthoekig grondplan met een oppervlakte van 482 m². Ze wordt omsloten door een natuurstenen muur en is toegankelijk via een enkelvoudig metalen hek. De begraafplaats ligt in het veld op ruim 1 km ten zuidoosten van het dorpscentrum (Église Saint-Nicolas) en is vanaf de Rue de la gare d’Ytres bereikbaar langs een pad van 170 m. Het Cross of Sacrifice staat op een verhoogd platform in een uitspringende hoek van de zuidwestelijke muur. 
Er liggen 101 slachtoffers begraven waaronder 3 niet geïdentificeerde.
De begraafplaats wordt onderhouden door de Commonwealth War Graves Commission.

## Geschiedenis
Begin september 1918 werd het dorp voor de tweede maal door Britse troepen veroverd. De begraafplaats werd toen aangelegd door de 53rd Field Ambulance (veldhulppost) en het 18th Casualty Clearing Station, die in de nabijheid waren ingericht. Ze werd tot de daaropvolgende maand gebruikt. (De oorsprong van de naam van de begraafplaats is niet met zekerheid bekend) 
In 1934 werd het graf van een niet-geïdentificeerde Britse soldaat vanuit de gemeentelijke begraafplaats van Liéramont hier bijgezet.
Onder de geïdentificeerde doden zijn er 97 Britten en 1 Indiër.

## Graven

### Onderscheiden militairen
- Arthur Richard Careless Sanders, brigade-generaal bij de General Staff werd onderscheiden met het lidmaatschap van de Order of St Michael and St George en tweemaal met Distinguished Service Order (CMG, DSO and Bar). Hij werd ook vereerd met het Legion d’Honneur.
- Edward McCosh, majoor bij de Highland Light Infantry werd onderscheiden met het Military Cross (MC).

### Alias
- soldaat William Hesford diende onder het alias W. Chadwick bij de Royal Welsh Fusiliers. Hij had de Amerikaanse nationaliteit en was 15 jaar toen hij op 15 september 1918 sneuvelde.